# Стефан Калъчев
Стефан Калъчев-Mуната е бивш български футболист, полузащитник и волейболист.
Играл е за Тича (1930 – 1937; 1938 – 1941 и 1943 – 1945), ФК`13 (1937 – 1938 и 1941 – 1943) и Черно море-ТВ-45, ТВП (1945 – 1947). Има 157 мача и 32 гола в градското, областното първенство и държавното първенство (79 мача с 16 гола за Тича, 61 мача с 12 гола за ФК`13 и 17 мача с 4 гола за ТВП). С Тича е вицешампион през 1935 и 1936.
Има 6 мача за „А“ националния отбор (1937 – 1943). Завършва Държавната треньорска школа през 1948 г. и ръководи подготовката на Спартак (Вн). Той се изявява също като волейболист, двукратен държавен вицешампион с „Тича-Владислав“ през 1945 г. и 1946 г.